# Saison 1 de Black Mirror
Chronologie
Saison 2 de Black Mirror
Cet article présente les épisodes de la première saison de la série télévisée britannique Black Mirror.

## Saison 1 (2011)

### Épisode 1:L'Hymne national
- Royaume-Uni : 4 décembre 2011 sur Channel 4
- France : 1er mai 2014 sur France 4

- Rory Kinnear (VF : Bruno Magne) : Michael Callow
- Anna Wilson-Jones (VF : Nathalie Homs) : Jane Callow
- Lindsay Duncan (VF : Isabelle Leprince) : Alex Cairns
- Tom Goodman-Hill (VF : Stéphane Pouplard) : Tom Blice
- Donald Sumpter (VF : Martial Leminoux) Julian Hereford
- Lydia Wilson (VF : Pascale Chemin) : princesse Susannah

Très tôt le matin, le Premier ministre du Royaume-Uni Michael Callow est réveillé par ses conseillers, qui l'informent que la duchesse de Beaumont, affectueusement surnommée « princesse Susannah », a été enlevée par un individu non identifié. La revendication du preneur d'otage est simple : avant 16 h le même jour, le ministre doit avoir un rapport sexuel avec un porc filmé sans trucages et transmis en direct sur tous les médias du Royaume-Uni.
Callow, révulsé par cette demande, ordonne immédiatement d'éviter la diffusion de la nouvelle et ses conseillers transmettent une D Notice à la presse nationale pour l'inciter à la discrétion. Hélas, une vidéo de la princesse a déjà été mise en ligne sur YouTube, et a déjà été largement visionnée et téléchargée malgré son retrait presque immédiat du réseau. Toute la retenue des médias anglais s'évanouit quand l'histoire est relayée par les médias étrangers.
Les autorités parviennent à déterminer l'endroit d'où a été postée la vidéo et préparent une opération armée destinée à libérer la princesse. À l'insu de Callow, elles organisent aussi une ruse où le premier ministre serait substitué par un acteur pornographique, dont le visage serait remplacé par celui du ministre. Malheureusement, une fois encore, l'information fuite sur Internet ; peu après, une chaine d'information reçoit un colis contenant un doigt coupé et des images du ravisseur mutilant la princesse. L'opinion publique, d'abord hostile au chantage, bascule totalement. Désespéré, Callow déclenche l'opération armée destinée à libérer la princesse ; mais celle-ci tourne au fiasco : le groupe d'intervention se retrouve devant un mannequin de femme nue et une journaliste est blessée. Les pressions deviennent intenses. Notamment, Callow apprend que s'il refuse le rapport sexuel, sa sécurité et celle de sa famille ne seront plus assurées. Callow se résigne à passer à l'acte devant les yeux du monde entier.
Alors que tous frémissent devant la pénible prestation du ministre, les rues de Londres sont vides et la ville semble inhabitée : toute la population regarde Callow et la truie à la télé. Pendant ce temps, la princesse avance péniblement sur le Millennium Bridge désert, puis s'écroule. Les plus proches collaborateurs du ministre apprennent par la police que Susannah a été droguée et  libérée à 15 h 30, un peu avant expiration de l'ultimatum, et qu'elle errait dans la ville ; ils décident que cette chronologie des événements doit absolument rester ignorée de tous, et surtout de Callow, qui s'est donc humilié en public pour rien. Le fond de l'affaire est bientôt révélé publiquement : l'enlèvement a été organisé par Bloom Carlton, un lauréat du prix Turner, pour en faire une performance artistique retentissante ; Carlton s'est suicidé par pendaison pendant la diffusion de l'émission.

### Épisode 2:15 millions de mérites
- Royaume-Uni : 11 décembre 2011 sur Channel 4
- France : 8 mai 2014 sur France 4

- Daniel Kaluuya (VF : Frantz Confiac) : Bingham Madsen, dit Bing
- Jessica Brown Findlay (VF : Magali Rosenzweig) : Abi Carner
- Rupert Everett (VF : Bernard Allouf) : juge Hope
- Julia Davis (VF : Susan Sindberg) : juge Charity
- Ashley Thomas (VF : Julien Châtelet) : juge Wraith

L'action se déroule dans un monde futuriste où les gens productifs dorment seuls dans de petites cellules aux murs constitués d'écrans de télévision, qui se connectent dès le réveil pour diffuser des émissions de divertissement et de la publicité. Tout le monde passe sa journée à pédaler sur des vélos d'appartement disposés en batterie devant des écrans géants, qui diffusent surtout des productions abrutissantes et beaucoup de publicités. Pédaler permet de gagner l'argent (Merits en version originale) qui sert à subvenir aux besoins quotidiens, à acheter ou à zapper les émissions proposées, et à passer la publicité. Enfin, chaque personne possède un avatar informatique servant de truchement entre le monde physique et le monde virtuel.
Bingham Madsen (surnommé Bing) fait partie des reclus de cet univers peu stimulant. Un jour, il rencontre Abi Carner, une jeune fille agréable qui chante très bien. Séduit par la jeune femme et persuadé que sa voix lui donne une chance de devenir célèbre, Bing offre à Abi un ticket d'entrée pour l'émission Hot Shot, où un jury composé de trois personnes évalue les candidats qui se présentent. Abi se retrouve donc devant les juges et devant le public de l'émission, et sa prestation impressionne tout le monde. Le jury la félicite chaudement, mais prétend qu'il y a déjà trop de chanteuses actuellement. Les espoirs d'Abi semblent s'écrouler en direct, quand l'un des juges lui propose de participer aux émissions pornographiques qu'il produit. Abi hésite longuement ; et puis, cédant à l'impitoyable pression des juges, qui lui disent que « c'est soit ça, soit le vélo » et sous l‘effet d‘une drogue qui rend passive, elle se résigne et accepte.
Bing est désespéré : ses espoirs d'aider Abi se sont envolés ; et comme il n'a presque plus d'économies, il doit subir toutes les émissions et toutes les publicités qui déferlent sur les écrans (s‘il se cache les yeux, la pub se met en pause et une alarme l‘oblige à continuer de regarder et la porte de sa chambre se bloque pendant les pubs). Un jour, il craque devant une scène érotique de Wraith Babes, où Abi apparait, méconnaissable : dans un élan de rage et de désespoir, il fracasse les écrans de sa cellule, puis s'effondre sur le sol. Il remarque alors un grand éclat de verre effilé, qu'il décide de garder. À partir de ce moment, il pédale comme un forcené pour accumuler le plus de Merits possibles, il économise tout ce qu'il peut économiser, et il répète des pas de danse hip-hop dans sa cellule. Après plusieurs mois, de nouveau doté des 15 millions nécessaires à l'inscription, il s'achète un autre billet de participation à Hot Shot.
Une fois devant le jury et le public, Bing exécute la danse énergique qu'il a patiemment mise au point. Tout le monde l'observe et l'écoute, quand soudain Bing place l'éclat de verre qu'il a emporté avec lui sur son cou et menace de s'ouvrir la gorge en direct si on ne le laisse pas parler. Après un instant de flottement, les membres du jury l'autorisent à dire ce qu'il a à dire. Bing se lance dans une critique virulente de ce monde aliéné par le mensonge, la douleur, et le vice. Ses paroles sont dures, dérangeantes. Les spectateurs sont sous le choc... Après un flottement, l'un des juges commence à complimenter Bing pour son sens du spectacle et la puissance de ses paroles, et il lui propose d'animer deux fois par semaine une émission d'une demi-heure dédiée à ses coups de gueule. Bing, désorienté, finit par accepter.

### Épisode 3:Retour sur image
- Royaume-Uni : 18 décembre 2011 sur Channel 4
- France : 15 mai 2014 sur France 4

- Toby Kebbell (VF : Jean-Marco Montalto) : Liam Foxwell
- Jodie Whittaker (VF : Julie Turin) : Fiona Foxwell
- Tom Cullen (VF : Emmanuel Rausenberger) : Jonas

Liam Foxwell est un jeune juriste à la recherche d'un emploi. Comme la majorité des gens, il a une puce implantée derrière l'oreille (grain en version originale), qui lui permet de stocker ses souvenirs, puis de les consulter ou de les faire voir quand bon lui semble (redo en version originale). Un soir, lors d'un dîner chez des amis de sa femme, Fiona, où il débarque après un entretien d'embauche, Liam se prend à douter de sa fidélité : il constate qu'elle semble embarrassée lorsqu'il est là et plus enjouée en présence d'un dénommé Jonas, un séducteur décomplexé qui avoue même se masturber devant les enregistrements de ses précédentes relations sexuelles.
Les soupçons de Liam grandissent au fur et à mesure qu'il voit et revoit les différentes scènes du repas. Pressée de questions et mise en difficulté par les images que projette son mari, Fi finit par avouer qu'elle a brièvement flirté avec Jonas auparavant. En remontant plus loin dans le passé, Liam retrouve des détails qui prouvent que sa femme lui ment. Sa jalousie exacerbée le pousse à consommer de plus en plus d'alcool. Le lendemain matin, complètement ivre, il monte en voiture, se précipite chez Jonas et commence à se disputer avec lui.
Liam ne revient à la conscience que le soir venu, au volant de son automobile, qui a percuté un arbre. Il mobilise donc les souvenirs enregistrés dans sa puce pour savoir comment il est arrivé là et voit qu'après une violente altercation, il a forcé Jonas à effacer toutes les scènes érotiques qui impliquaient Fi ; mais il découvre aussi autre chose... De retour chez lui, il prouve à son épouse qu'il sait que Jonas et elle ont eu non pas une relation courte, mais une liaison durable : Jonas a dû effacer 18 mois de relation avec elle. Liam tient absolument à savoir si Jonas portait un préservatif lors de leurs rapports sexuels, car il veut avoir la confirmation qu'il est bien le père de Jodie, leur petite fille âgée de quelques mois seulement. Paniquée, Fi tente de supprimer les vidéos stockées dans son grain, mais Liam l'en empêche et la contraint à lui montrer ses relations sexuelles avec Jonas.